# Ундекацинктринеодим
Ундекацинктринеодим — бинарное неорганическое соединение
неодима и цинка
с формулой Nd3Zn11,
кристаллы.

## Получение
- Сплавление стехиометрических количеств чистых веществ:

{\displaystyle {\mathsf {3Nd+11Zn\ {\xrightarrow {870^{o}C}}\ Nd_{3}Zn_{11}}}}

## Физические свойства
Ундекацинктринеодим образует кристаллы
ромбической сингонии,
пространственная группа I mmm,
параметры ячейки a = 0,4485 нм, b = 1,3318 нм, c = 0,8855 нм, Z = 2,
структура типа трилантанундекаалюминия La3Al11
.
Соединение образуется по перитектической реакции при температуре 870°C
.